# Бівер (Орегон)
Бівер (англ. Beaver) — переписна місцевість (CDP) в США, в окрузі Тілламук штату Орегон. Населення — 163 особи (2020).

## Географія
Бівер розташований за координатами 45°16′44″ пн. ш. 123°49′29″ зх. д. / 45.27889° пн. ш. 123.82472° зх. д. (45.279010, -123.824616).  За даними Бюро перепису населення США в 2010 році переписна місцевість мала площу 1,00 км², уся площа — суходіл.

## Демографія
Згідно з переписом 2010 року, у переписній місцевості мешкали 122 особи в 59 домогосподарствах у складі 31 родини. Густота населення становила 122 особи/км².  Було 74 помешкання (74/км²).
Расовий склад населення:
| - 87,7 % — білих - 0,8 % — корінних американців - 7,4 % — осіб інших рас |

До двох чи більше рас належало 4,1 %. Частка іспаномовних становила 9,0 % від усіх жителів.
За віковим діапазоном населення розподілялося таким чином: 22,1 % — особи молодші 18 років, 54,1 % — особи у віці 18—64 років, 23,8 % — особи у віці 65 років та старші. Медіана віку мешканця становила 48,5 року. На 100 осіб жіночої статі у переписній місцевості припадало 96,8 чоловіків;  на 100 жінок у віці від 18 років та старших — 102,1 чоловіків також старших 18 років.
За межею бідності перебувало 10,9 % осіб, у тому числі 14,3 % дітей у віці до 18 років та 18,5 % осіб у віці 65 років та старших.
Цивільне працевлаштоване населення становило 85 осіб. Основні галузі зайнятості: фінанси, страхування та нерухомість — 54,1 %, сільське господарство, лісництво, риболовля — 23,5 %, роздрібна торгівля — 22,4 %.